# 爱德华·杜尔
小爱德华·杜尔（英語：Edward Durr Jr.，1963年7月18日—）是美国政治人物和卡车司机，2022年至2024年任新泽西州参议院议员，代表州第三立法区。杜尔作为共和党候选人，在2021年新泽西州参议院选举中击败了现任民主党州参议院议长斯蒂芬·斯威尼，被视为一次重大爆冷。

## 早年生活
杜尔出生于1963年7月18日，在新泽西州格洛斯特郡或格洛斯特城长大，毕业于格洛斯特城初高中。

## 政治生涯

### 2021年州参议院选举
在2021年竞选州参议员之前，杜尔曾在2017年和2019年竞选新泽西州众议院席位，但均未成功。
2021年，杜尔以共和党人身份竞选新泽西州参议院席位。他在新泽西州第三立法区挑战现任民主党参议院主席斯蒂芬·斯威尼。斯威尼是当时新泽西州历史上任职时间最长的参议院主席。杜尔说，尽管他有着清白的记录，但被拒绝了隐蔽携带许可证，这促使他竞选州参议院。有报道称，杜尔在竞选中只花了153美元，但这是他在没有对手的共和党初选中花的钱，而不是在大选中。在整个竞选过程中，杜尔花了大约2300美元，而斯威尼花了大约305000美元。杜尔的竞选视频是用手机拍摄的。
杜尔在选举日一场大规模的政治爆冷中，以51.7%-48.3%的优势击败了斯威尼。杜尔击败斯威尼成为《纽约时报》、《华盛顿邮报》和《今日美国》的头条新闻。在选举日，杜尔评论道：“这不是因为我，我是无名小卒。我绝对是无名小卒。我只是个普通人。是人民。这是对他们被迫下咽的政策的否定”。他还提到，他经常开玩笑说他将赢得选举，从而“震惊世界”，但他后来表示从未真正想过会发生这种事。有报道称杜尔很可能得益于共和党州长候选人杰克·西亚塔雷利的出色表现，他在该地区的支持率领先了15个百分点。

### 争议言论
杜尔获胜后，他过去在社交媒体上发表的帖子引发了一些争议。这些帖子涉及疫苗强制令、1月6日国会大厦冲击事件、副总统卡玛拉·哈里斯和伊斯兰教等主题。他回应了这些评论：“我是一个充满激情的人，有时会在激动的时候说一些话。如果我过去说的话伤害了任何人的感情，我真诚地道歉。”
2019年，杜尔在推特上写道“伊斯兰教是一个虚伪的宗教”，并补充说“穆罕默德是一个恋童癖！”穆斯林倡导团体呼吁他与这条推文作切割。杜尔后来会见了当地穆斯林领袖，并宣布反对“伊斯兰恐惧症和一切形式的仇恨”。

### 2023年州参议院选举
在2023年6月共和党初选中，州众议员贝丝·索耶与杜尔角逐第三选区参议员席位。索耶参选源于对杜尔煽动性言论及立法成果匮乏的担忧。杜尔针对女性、穆斯林及少数族裔的争议言论引发新泽西共和党及全州政界的强烈反弹。索耶指出杜尔难以在大选中胜出，其继续参选将危及共和党在关键摇摆选区的竞争力。
尽管存在警告，杜尔仍以65%比35%的得票率赢得初选，横扫选区38个市镇。南泽西区域深红政治倾向成为关键因素，杜尔的煽动性言论精准触达部分共和党基本盘。其竞选获阿肯色州联邦参议员汤姆·科顿背书。
大选阶段，索耶的预判终获印证。杜尔席位被视为全州竞争最激烈的选战之一。面对民主党资深前众议员约翰·伯齐切利的攻势，双方在充满互攻的高调选战中激烈交锋。最终南泽西民主党夺回席位，杜尔在大选中落败。

### 2025年州长选举
2024年6月24日，杜尔宣布角逐新泽西州州长共和党提名。因未能筹集足额竞选资金以获取州政府配套公共资金，且未收集到符合参选资格的有效签名，杜尔于2025年3月25日宣布退出选举，同时失去后续辩论资格。退选后，杜尔公开支持比尔·斯帕迪亚接棒参选。

## 政治立场
杜尔主张削减所得税、公司税和其他州税，以及减少财产税。他形容自己是“宪法保守派”。杜尔是第二修正案的坚定支持者，得到美国步枪协会认可，获A+评级。杜尔反对堕胎，称“堕胎是错误的，应该停止”，并支持心跳法案。杜尔反对口罩令和强制疫苗接种措施，并将不反对疫苗强制令比作“在大屠杀期间保持沉默”。

## 个人生活
杜尔居住在洛根镇的雷帕波，有三名子女和六名孙辈。

## 外部鏈結
- Senator Durr's legislative webpage （页面存档备份，存于）, 新澤西州議會
- 官方网站